# Хардкор титла на WWE
Хардкор титлата на WWE е бивша хардкор кеч титла на World Wrestling Federation (предшишното име на WWE), която се залага под "правилата на хардкора" (без дисквалификации, без отброяване и тушовете важат навсякъде).
В по-късната част от историята на титлата е добавено друго правило, позволяващо на всеки да предизвика шампиона по всяко време или място, осигурявайки съдия (известно като "Правилото 24/7").

## История
Г-н Макмеън награждава Менкайнд с Хардкор титлата на World Wrestling Federation (WWF) на 2 ноември 1998. След като Менкайнд губи титлата от Биг Бос Мен, той никога не се опита да си я върне обратно, главно заради стигането до главни мачове. По това време в концепцията, идеята за титлата е да бъде използвана в комедийни сегменти, играещи за репутацията на Менкайнд като хардкор кечист. Обаче, след като Менкайнд и хардкор кеча става все по-популярен за публиката, Хардкор титлата става по-сериозна. Популярността ѝ довежда World Championship Wrestling (WCW) да създадат своя собствена Хардкор титла, последвано от много независими компании.

### Правилото 24/7
Когато Краш Холи печели титлата, той представя "Правилото 24/7", което позволява на титлата да бъде залагана по всяко време, стига да има съдия. Това довежда до много комични моменти, както когато титлата сменя носителя си, докато шампиона спи, Хедбенгърс пребивайки Краш Холи в увеселителен парк в Бруклин (Холи се измъква от басейна с топки и напуска сградата, оставайки шампион).
На КечМания 18, Мейван защитава титлата срещу Златен прах. След като се повалиха взаимно с кошове за боклук, Спайк Дъдли влиза и тушира Мейван, печелейки титлата. Тогава, зад кулисите, Урагана тушира Спайк.Майти Моли (помощничката на Урагана) казва на Урагана да влезе в „Урагано-циклетка“ преди да повали с тиган, когато се е бил обърнат и го тушира. Докато търси за безопасно място, Крисчън печели титлата след като тушира Моли, когато я удари в главата с врата. Когато се опитва да напусне сградата с такси, той е атакуван и туширан от Мейван, който си връща титлата и избягва с таксито.
Триш Стратъс се бие с Джаз (придружавана от тогавашния шампион Стиви Ричадс) за Титлата при жените, и губи заради намеса от Ричардс. След мача, Бъба Рей Дъдли атакува Ричадс зад гърба и го тушира за титлата. Рейвън се появява и тушира Дъдли, но бързо загубва титлата от Джъстин Кредибъл, който е туширан от Краш Холи. Дъдли удря Холи с кош, но Стратъс открадва туша. Дъдли се опитва да атакува Стратъс зад гърба, но Джаз го пръска с пожарогасител. Тогава Ричадс прави последния туш, след като Дълди случайно прави бомба на Стратъс през дървена маса
Това правило прави най-кратките и най-бързите смени на носители в историята WWE. Титлата сменя носители 240 пъти.
Четири жени печелят титлата: Моли Холи (като Майти Холи), Триш Стратъс, Тери Рънълс и мацката на Кръстника.
Титлата често сменя носители по време на живи събития, давайки на публиката „голям момент“. Накрая титлата винаги си връща шампиона.
На КечМания 2000, кралска битка, в стила на Шампионска суматоха където титлата сменя носителя си 10 пъти за 15 минути. Евентуалния победител е Хардкор Холи. Таз, Висцера, Фунаки, Родни, Джоуи Абс, Трашър, Пийт Гас и Краш Холи са носители на титлата по различно време от мача, често за кратко време. Висцера държи титлата за най-дълго време - 7 минути. 
Между Нашествието и КечМания 18, "24/7" е използвано два пъти, по времена мачове, на Първична сила е Война на 13 август 2001 и 10 септември 2001. И двата мача се водят между Кърт Енгъл и Роб Ван Дам. На 13 август, Джеф Харди се намесва заедно със съдия, туширайки Ван Дам за титлата, уреждайки мач за титлата на тогавашното Лятно тръшване. На 0 септември, обаче, Енгъл печели мача, тогава е хвърлен от Ледения Стив Остин, който хвърли Ван Дам. Вад Дам пада върху Енгъл и съдията започва да брои за туша.
След Нашествието, Гробаря печели титлата срещу Ван Дам. Той защитава срещу няколко опонента (често по-малки от него) и ги пребива след мачовете (с изключение на Грамадата). След като Мейвън печели титлата от Гробаря на 5 февруари 2002 в епизод на Разбиване!, правилото 24/7 се възобновява.
Правилото 24/7 приключва на 19 август 2002, когато главния мениджър на Първична сила, Ерик Бишоф го оттегля след 6-минутна хардкор кралска битка, спечелена от Томи Дриймър. Преди това, дневно оттегляне на правилото се случва за мача между Роб Ван Дам и Джеф Харди на Нашествие. Пълномощникът Мик Фоли също прекратява правилото докато Шейн Макмеън е носител на титлата, за да е сигурен, че ще е шампион на Лятно тръшване, защитавайки я срещу Стив Блекман, от който той е печели.
През 2005, подобна концепция е използвана за световните титли на WWE с Договорът в куфарчето. Титлата не винаги е на разположение, както Хардкор титлата, но притежателя на куфарчето може да предизвиква шампиона по всяко време, всяко място, на ринга в мач за титлата (ако предизвиква докато шампиона защитава титлата по време на мач, той се превръща в мач Тройна заплаха) за една година, до следващия ежегоден мач със стълби за куфарчето. Единственото правило е, че шампионът трябва да е физически здрав или да може да стои прав. Обаче, това правило изглежда да бъде непостоянно, когато Даниъл Брайън печели Световната титла в тежка категория, туширайки Грамадата, докато е неготов за битка. Само седмици преди той успешно използва куфарчето на тогавашния шампион Марк Хенри, титлата му се отнема, тъй като Хенри не е бил физически здрав. Тази концепция все още се използва, където нов притежател на куфарчето се определя на ежегодния pay-per-view турнир Договорът в куфарчето в мач със стълби. Мачът първоначално се провеждаше на КечМания, преди да бъде преместен.

### Сливане и пенсиониране
Титлата е слята с Интерконтиненталната титла на 26 август 2002, когато Интерконтиненталния шампион Роб Ван Дам побеждава Хардкор шампиона Томи Дриймър. Това е един месец след като Ван Дам побеждава Джеф Харди в мач със стълби за сливане на Интеконтиненталната и Европейската титла.
На 23 юни 2003 епизод на Първична сила, Мик Фоли (който е първия шампион, като „Менкайнд“) е награден с пояса на Хардкор титлата, от главнокомандващия на Първична сила Ледения Стив Остин за постиженията му в хардкор кеча.
Острието и Фоли се обявяват като съ-носители на титлата през 2006, като част от сюжет, включващ бивши кечисти от хардкор компанията Extreme Championship Wrestling (ECW). Титлата не е защитавана и скоро се оттегля.

### Произход на пояса
Има слухове, че Хардкор титлата е реплика на версията „Крилатия ястреб“ на Титлата на WWF, която е разбита на части, възстановена с две парчето тиксо, изписвайки думите „Хардкор“ и „Шампион“ с маркер. По време на вражда между „Г-н Съвършен“ Кърт Хениг и тогавашния шампион Хълк Хоуган, Хениг открадва титлата от Хоуган и счупва предната част на пояса по време на интервю. Заради щетите по пояса, които Хениг е направи, това трябва да е било реплика на титлата. Центъра на репликата и Хардкр титлата са идентични. Мик Фоли коментира, че не знае дали титлата, която Хениг е счупил, е била използвана за Хардкор титлата, но довършва "това има ‘перфектен’ смисъл." WWE изброява тази теория като една от дълбоките легенди, но не могат да определят дали тя е истина.
Когато Брадшоу, който печели титлата през юни 2002, ѝ сменя името на Хардкор титлата на Тексас, и костюмира титлата със знамето на Тексас и изкуствени рога на бик. Оригиналния дизайн се връща, когато Рейвън печели титлата. Томи Дриймър използва версия на титлата с регистрационен номер на Ню Йорк като средна част, върху реплика на Европейската титла. Причината за тези смени на дизайни е, че оригиналната е останало много повредена и износена.